# كيلي د. براونيل
كيلي د. براونيل (بالإنجليزية: Kelly D. Brownell)‏ هو عالم نفس أمريكي، ولد في 31 أكتوبر 1951 في إنديانا في الولايات المتحدة.